# Jeroen Straathof
Johannes Nicolaas Maria „Jeroen“ Straathof (* 18. November 1972 in Zoeterwoude) ist ein ehemaliger niederländischer Bahnradsportler, Eisschnellläufer und Pilot im Paracycling. Er ist der bisher einzige Sportler, der an Olympischen Sommerspielen, Winterspielen sowie Paralympischen Spielen teilnahm.
1992 wurde Jeroen Straathof Junioren-Weltmeister im Eisschnelllauf-Mehrkampf. In den folgenden Jahren etablierte er sich in der Weltspitze. Von 1993 bis 1999 bestritt er Läufe des Eisschnelllauf-Weltcups, gewann zwei Läufe, wurde fünf Mal Zweiter und vier Mal Dritter. Er startete bei den Olympischen Winterspielen 1994 in Lillehammer, wo er über seine Spezialstrecke, die 1500 Meter, den neunten Platz belegte. 1996 gewann er die Weltmeisterschaft über 1500 Meter, konnte sich aber zwei Jahre später nicht für die Olympischen Winterspiele 1998 in Nagano qualifizieren. Bei den Qualifikationsläufen zu den Spielen 2002 stürzte er.
1996 begleitete Straathof seine Freundin Evelyn van Leeuwen, eine ehemalige Eisschnellläuferin, die seit einem Sturz auf der Eisbahn querschnittgelähmt ist und im niederländischen Rollstuhlbasketballteam spielte, zu den Sommer-Paralympics nach Atlanta. Dort lernte er den sehbehinderten Radsportler Jan Mulder kennen, mit dem er anschließend gemeinsam Tandemrennen als dessen Pilot bestritt. 1998 wurden die beiden Sportler gemeinsam Vize-Weltmeister, 1999 Europameister, und bei den Sommer-Paralympics 2000 in Sydney errangen sie die Goldmedaille in der Einerverfolgung.
Auch außerhalb des Behindertensports betätigte sich Jeroen Straathof zunehmend im Bahnradsport. Bei den UCI-Bahn-Weltmeisterschaften 2004 belegte er mit dem niederländischen Bahn-Vierer aus Straathof, Levi Heimans, Jens Mouris und Peter Schep Platz vier, und bei den Olympischen Spielen 2004 in Athen wurde die Mannschaft in derselben Besetzung Fünfte.
Anschließend beendete Straathof seine sportliche Laufbahn. Bis heute ist er Mitglied in der Athletenkommission des niederländischen Nationalen Olympischen Komitees, deren Vorsitzender er von 2010 bis 2014 war (Stand 2014). Beruflich war er zunächst bei der Stiftung Right To Play tätig, anschließend bei der Beratungsfirma BMC und arbeitet jetzt für die niederländische Sportorganisation Sportkracht12 (Stand 2014). Er ist mit der Ärztin Evelyn van Leeuwen verheiratet; das Paar lebt in Leiden und hat drei Töchter.